# Belleville-sur-Meuse
Belleville-sur-Meuse és un municipi francès situat al departament del Mosa i a la regió del Gran Est. L'any 2007 tenia 3.082 habitants.

## Demografia

### Població
El 2007 la població de fet de Belleville-sur-Meuse era de 3.082 persones. Hi havia 1.331 famílies, de les quals 418 eren unipersonals (184 homes vivint sols i 234 dones vivint soles), 394 parelles sense fills, 398 parelles amb fills i 121 famílies monoparentals amb fills.
La població ha evolucionat segons el següent gràfic:
Habitants censats

### Habitatges
El 2007 hi havia 1.442 habitatges, 1.352 eren l'habitatge principal de la família, 16 eren segones residències i 73 estaven desocupats. 978 eren cases i 455 eren apartaments. Dels 1.352 habitatges principals, 813 estaven ocupats pels seus propietaris, 397 estaven llogats i ocupats pels llogaters i 143 estaven cedits a títol gratuït; 19 tenien una cambra, 60 en tenien dues, 175 en tenien tres, 421 en tenien quatre i 677 en tenien cinc o més. 901 habitatges disposaven pel capbaix d'una plaça de pàrquing. A 664 habitatges hi havia un automòbil i a 499 n'hi havia dos o més.

## Economia
El 2007 la població en edat de treballar era de 2.058 persones, 1.502 eren actives i 556 eren inactives. De les 1.502 persones actives 1.355 estaven ocupades (750 homes i 605 dones) i 147 estaven aturades (59 homes i 88 dones). De les 556 persones inactives 164 estaven jubilades, 186 estaven estudiant i 206 estaven classificades com a «altres inactius».

### Ingressos
El 2009 a Belleville-sur-Meuse hi havia 1.394 unitats fiscals que integraven 3.217,5 persones, la mediana anual d'ingressos fiscals per persona era de 17.334 €.

### Activitats econòmiques
Dels 158 establiments que hi havia el 2007, 9 eren d'empreses extractives, 3 d'empreses alimentàries, 1 d'una empresa de fabricació de material elèctric, 8 d'empreses de fabricació d'altres productes industrials, 26 d'empreses de construcció, 48 d'empreses de comerç i reparació d'automòbils, 7 d'empreses de transport, 3 d'empreses d'hostatgeria i restauració, 2 d'empreses d'informació i comunicació, 5 d'empreses financeres, 4 d'empreses immobiliàries, 13 d'empreses de serveis, 18 d'entitats de l'administració pública i 11 d'empreses classificades com a «altres activitats de serveis».
Dels 34 establiments de servei als particulars que hi havia el 2009, 1 era una oficina de correu, 2 tallers de reparació d'automòbils i de material agrícola, 1 establiment de lloguer de cotxes, 1 autoescola, 6 paletes, 4 guixaires pintors, 6 fusteries, 3 electricistes, 4 perruqueries, 3 restaurants, 2 agències immobiliàries i 1 saló de bellesa.
Dels 11 establiments comercials que hi havia el 2009, 2 eren supermercats, 1 un supermercat, 2 fleques, 1 una fleca, 1 una peixateria, 1 una sabateria, 1 una botiga d'electrodomèstics, 1 una botiga de material esportiu i 1 una joieria.
L'any 2000 a Belleville-sur-Meuse hi havia 5 explotacions agrícoles.

## Equipaments sanitaris i escolars
El 2009 hi havia 1 farmàcia i 1 ambulància.
El 2009 hi havia 1 escola maternal i 1 escola elemental.

## Poblacions més properes
El següent diagrama mostra les poblacions més properes.